# Xã Wayland, Quận Chariton, Missouri
Xã Wayland (tiếng Anh: Wayland Township) là một xã thuộc quận Chariton, tiểu bang Missouri, Hoa Kỳ. Năm 2010, dân số của xã này là 157 người.